# Colobonema igneum
Colobonema igneum är en nässeldjursart som först beskrevs av Ernst Vanhöffen 1902.  Colobonema igneum ingår i släktet Colobonema och familjen Rhopalonematidae. Inga underarter finns listade i Catalogue of Life.